# Tarnița (Hunyad megye)
Tarnița (románul: Tarnița) falu Romániában, Erdélyben, Hunyad megyében.

## Fekvése
Dupapiátra (După Piatră) mellett fekvő település.

## Története
Tarniţa korábban Dupapiátra (După Piatră) része volt. 1956-ban vált önálló településsé 879 lakossal.
1966-ban 626 lakosából 614 román, 1 magyar, 11 cigány volt. 1977-ben 611 lakosából 602 román, 1 magyar, 8 cigány volt.
Az 1992-es népszámláláskor 481 román lakosa volt, a 2002-es népszámláláskor pedig 371 lakosából 365 román, 6 cigány volt.